# Henri Touzard
Henri Touzard (né le 3 juillet 1894 à Auvers et mort le 22 avril 1984 à Lunéville) est un coureur cycliste français. Il a participé à sept Tours de France en touriste-routier, de 1923 à 1930.

## Palmarès
- 1921
  - 2e de Paris-Dieppe
- 1922
  - 2e de Paris-Briare
  - 2e de Paris-Dijon

## Résultats sur le Tour de France
- 1923 : 24e
- 1924 : 22e
- 1925 : 24e
- 1926 : 24e
- 1927 : 19e
- 1929 : 39e
- 1930 : 37e